# Никитин, Владимир Анатольевич (политик)
Владимир Анатольевич Никитин (род. 27 октября 1961, Горький) — российский государственный и политический деятель, заслуженный юрист Российской Федерации, председатель Калининградской областной думы (2006—2011). С 2011 года является Уполномоченным по правам человека в Калининградской области.

## Биография
В 1983 г. окончил Калининградский государственный университет по специальности «правоведение» и получил квалификацию «юрист».
После службы в армии вступил в 1985 году в Калининградскую областную коллегию адвокатов. В 1989—1992 гг. — заместитель председателя, с 1992 по 1998 год — председатель коллегии.
В 1993 году на выборах в Совет Федерации был выдвинут вместе с Владимиром Петровичем Никитиным. По итогу оба в Сенат избраны не были. Владимир Петрович в дельнейшем изберётся в Госдуму 2, 3 и 4-го созывов.
Депутат Калининградской областной Думы первого-четвёртого созывов (1994—1996, 1996—2000, 2000—2006, 2006—2011 гг.). Избирался по 12 одномандатному округу. До 2001 г. был членом «Демократического выбора России», позже вступил в «Союз правых сил», а в 2004 г. — в «Единую Россию», объявив, что СПС «заканчивает свою жизнь».
С 1996 по 2000 г. — Заместитель председателя Комитета по государственному строительству, местному самоуправлению, правопорядку и безопасности, международным и межрегиональным отношениям.
С 2000 по 2006 г. — Председатель Калининградской областной Думы.
С 2006 по 2011 г. — Председатель Комитета по правопорядку и безопасности, международным и межрегиональным отношениям.
Награждён высшей государственной наградой Калининградской области орденом «За заслуги перед Калининградской областью».

### Уполномоченный по правам человека
23 июня 2011 года по представлению Губернатора Калининградской области Николая Николаевича Цуканова постановлением Калининградской областной Думы назначен Уполномоченным по правам человека в Калининградской области, 24 ноября 2016 полномчия продлены ещё на 5 лет, 17 февраля 2022 года — ещё на 5.